# Pierre Louis Moreau de Maupertuis
Pierre Louis Moreau de Maupertuis (Saint-Malo, 17 de julho de 1698 — 27 de julho de 1759) foi um filósofo, matemático e astrônomo francês.

## Obra

### Princípio da mínima ação
O princípio da mínima ação estabelece que em todos os fenômenos naturais, uma quantidade chamada "ação" tende a ser minimizada. Maupertuis desenvolveu este princípio ao longo de duas décadas. Para ele a ação podia ser expressa matematicamente como o produto da massa do corpo implicado, a distância percorrida e a velocidade a que se viaja.

### Embriologia
Em sua obra Vénus physique (1745) Maupertuis se opôs à teoria da pré-formação do embrião então em voga, afirmando que o pai e a mãe tinham uma influência semelhante na hereditariedade. Maupertuis trata de explicar os fenômenos genéticos a partir de uma teoria de atração físico-química. 

#### Evolução
Para Maupertuis, a natureza era demasiada heterogênea para ter sido criada como um desenho. Sua perspectiva materialista e mecanicista (devido a seu conhecimento das teorias newtoniana e seu conhecimentos acerca da hereditariedade) lhe permitiram desenvolver uma teoria da vida muito próxima àquela bastante posterior do mutacionismo de Hugo de Vries (1848-1935). Segundo Maupertuis, as primeiras formas de vida apareceram por geração espontânea, a partir de combinações aleatórias de matérias inertes, moléculas ou gérmens. A partir dessas primeiras formas de vida, uma série de mutações fortuitas engendrou uma multiplicação sempre crescente de espécies. Ele chega, inclusive, a postular a eliminação dos mutantes deficientes, convetendo-se assim num precursor da teoria da seleção natural.

## Bibliografia

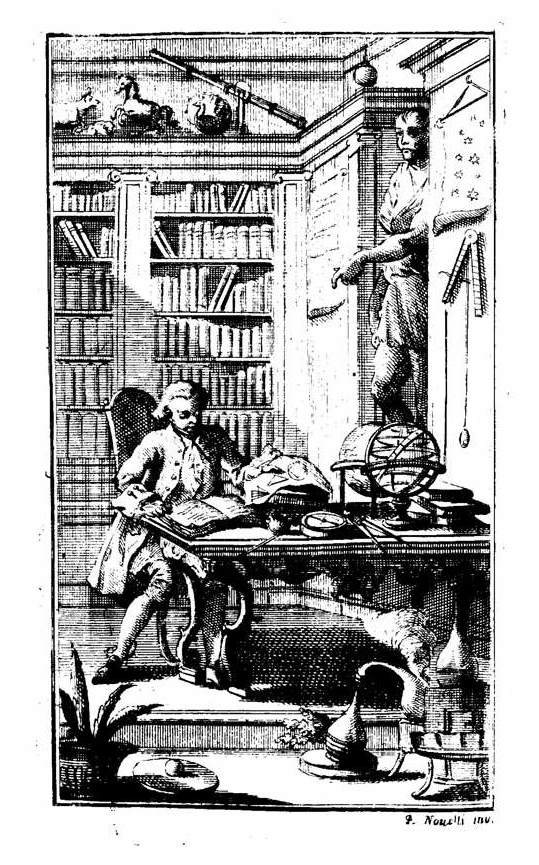
Lettres